# STU48
STU48(에스티유포티에이트)는 아키모토 야스시의 완전 프로듀스에 의해 2017년에 탄생한 세토우치 지방을 중심으로 활동하는 여성 아이돌 그룹이다.

## 개요
- 도쿄도 지요다구의 아키하바라를 거점으로 하는 AKB48[1], 아이치현 나고야시의 사카에를 거점으로 하는 SKE48, 오사카부 오사카시의 난바를 거점으로 하는 NMB48, 후쿠오카현 후쿠오카시의 하카타에 거점으로 하는 HKT48, 니이가타 현 니가타시를 검으로 하는 NGT48에 이어 계속되는 전국 전개 제6탄으로서 세토우치 지방(효고현, 오카야마현, 히로시마현, 야마구치현, 도쿠시마현, 가가와현, 에히메현)이 선택되었다. AKB48 그룹의 활동의 기둥인 극장은 "선상극장"이 된다.
- 「STU」라는 이름은 세토우치 지방(SeToUchi)에 유래한다.
- 운영 회사는 많은 AKB48 그룹이 소속 된 주식회사 AKS 대신 일반 사단 법인 ' 세토 우치 관광 추진기구」와 주식회사 「세토 우치 브랜드 코퍼레이션'로 구성된 「세토 우치 DMO "이 출자하는 주식회사 STU 이다
- 2016년 10월 10일, 〈AKB48 그룹 유닛 싱글 쟁탈 가위 바위보 대회 in 고베 월드 기념 홀〉에서 그 결성이 발표되었으며, 2017년 1월 중 오디션 개최 및 동년 여름에 활동할 예정이다[2].
- 2017년 2월 22일, AKB48 팀4 부캡틴 오카다 나나가 STU48화 겸임함을 자신의 SHOWROOM에서 발표와 동시에 2월 23일 방송의 〈AKB48의 올나잇 닛폰〉(닛폰 방송)에서 캡틴으로 임명됐다. 같은 방송에서 HKT48 팀H 및 HKT48 극장 지배인 사시하라 리노의 STU48 겸임과 이 극장의 지배인으로 임명되는 것도 발표됐다[3][4].
- 동년 3월 20일, 1기생 멤버 오디션에서 44명이 최종 선발됐다[5].
- 동년 3월 31일, 공식 홈페이지에서 1기생 31명의 프로필이 공개되었다.
- 2018년 1월 31일, 킹레코드로부터 메이저 데뷔 싱글이 발매.
- 2019년 4월 16일, 선상극장인 "STU48호"가 정식 출항. 히로시마항 히로시마 국제페리포트에서 첫 번째 선상공연 〈GO! GO! little SEABIRDS!!〉가 개최.

- 총캡틴:이마무라 미츠키

## 멤버

### 1기생
| 이름            | 일본어 표기 | 요미가나          | 생년월일              | 기수 | 출신지      | 소속 사무소                        | 비고                                                                | 총선거 | 총선거 |
| 이름            | 일본어 표기 | 요미가나          | 생년월일              | 기수 | 출신지      | 소속 사무소                        | 비고                                                                | 9      | 10     |
| --------------- | ----------- | ----------------- | --------------------- | ---- | ----------- | ---------------------------------- | ------------------------------------------------------------------- | ------ | ------ |
| 이시다 치호     | 石田千穂    | いしだ ちほ       | 2002년 3월 17일(23세) | 1기  | 히로시마현  | TWIN PLANET 업무제휴 : WILD PLANET | -                                                                   |        | 99     |
| 타니구치 마히나 | 谷口茉妃菜  | たにぐち まひな   | 2000년 2월 3일(25세)  | 1기  | 도쿠시마현  | STU                                | -                                                                   |        |        |
| 효도 아오이     | 兵頭葵      | ひょうどう あおい | 2001년 1월 18일(24세) | 1기  | 에히메현    | STU                                | -                                                                   |        |        |
| 후쿠다 아카리   | 福田朱里    | ふくだ あかり     | 1999년 3월 29일(26세) | 1기  | 카가와현    | STU                                | 부캡틴 최연장자/가족:가족:후쿠다 히나타(카렌나 아이보리멤버/여동생) |        |        |
| 미네요시 아리사 | 峯吉愛梨沙  | みねよし ありさ   | 2004년 9월 2일(20세)  | 1기  | 히로시마 현 | STU                                | 최연소                                                              |        |        |

### 드래프트 3기생
| 이름          | 일본어 표기 | 요미가나      | 생년월일             | 기수         | 출신지   | 소속 사무소 | 비고     | 총선거 |
| 이름          | 일본어 표기 | 요미가나      | 생년월일             | 기수         | 출신지   | 소속 사무소 | 비고     | 10     |
| ------------- | ----------- | ------------- | -------------------- | ------------ | -------- | ----------- | -------- | ------ |
| 시나노 소라하 | 信濃宙花    | しなの そらは | 2003년 8월 9일(21세) | 드래프트 3기 | 효고현   | STU         | 최연소   |        |
| 나카무라 마이 | 中村舞      | なかむら まい | 1999년 4월 4일(26세) | 드래프트 3기 | 아이치현 | STU         | 최연장자 |        |

### 2기생
| 이름            | 일본어 표기 | 요미가나        | 생년월일               | 기수 | 출신지      | 소속 사무소 | 비고                |
| --------------- | ----------- | --------------- | ---------------------- | ---- | ----------- | ----------- | ------------------- |
| 이케다 유라     | 池田裕楽    | いけだ ゆら     | 2004년 2월 8일(21세)   | 2기  | 히로시마 현 | STU         | -                   |
| 우츠미 리네     | 内海里音    | うつみ りね     | 2002년 11월 5일(22세)  | 2기  | 오카야마현  | STU         | -                   |
| 오제키 세리카   | 尾崎世里花  | おさき せりか   | 1997년 11월 16일(27세) | 2기  | 나가사키 현 | STU         | 최연장자            |
| 카와마타 유나   | 川又優菜    | かわまた ゆうな | 2003년 12월 10일(21세) | 2기  | 히로시마 현 | STU         | -                   |
| 쿠도 리코       | 工藤理子    | くどう りこ     | 2002년 3월 29일(23세)  | 2기  | 야마구치현  | STU         | -                   |
| 코지마 아이코   | 小島愛子    | こじま あいこ   | 1997년 12월 7일(27세)  | 2기  | 효고 현     | STU         | 졸업예정 (시기미정) |
| 사코 히메카     | 迫姫華      | さこ ひめか     | 2007년 3월 14일(18세)  | 2기  | 히로시마 현 | STU         | 최연소              |
| 시미즈 사라     | 清水紗良    | しみず さら     | 2006년 2월 12일(19세)  | 2기  | 히로시마 현 | STU         | -                   |
| 타카오 사야카   | 高雄さやか  | たかお さやか   | 1998년 12월 4일(26세)  | 2기  | 후쿠오카 현 | STU         | -                   |
| 하라다 사야카   | 原田清花    | はらだ さやか   | 2001년 6월 19일(24세)  | 2기  | 후쿠오카 현 | STU         | -                   |
| 무네유키 리카   | 宗雪里香    | むねゆき りか   | 2000년 6월 15일(25세)  | 2기  | 아이치 현   | STU         | -                   |
| 요시다 사라     | 吉田彩良    | よしだ さら     | 2002년 2월 19일(23세)  | 2기  | 후쿠오카 현 | STU         | -                   |
| 와타나베 나츠키 | 渡辺菜月    | わたなべ なつき | 2000년 12월 12일(24세) | 2기  | 야마구치 현 | STU         | -                   |

### 2.5기생
| 이름          | 일본어 표기 | 요미가나        | 생년월일              | 기수  | 출신지      | 소속 사무소 | 비고          |
| ------------- | ----------- | --------------- | --------------------- | ----- | ----------- | ----------- | ------------- |
| 오카다 아즈미 | 岡田あずみ  | おかだ あずみ   | 2003년 1월 20일(22세) | 2.5기 | 히로시마 현 | STU         | 캡틴 최연장자 |
| 오카무라 리오 | 岡村梨央    | おかむら りお   | 2008년 10월 8일(16세) | 2.5기 | 히로시마 현 | STU         | -             |
| 쿠루시마 유카 | 久留島優果  | くるしま ゆうか | 2005년 9월 24일(19세) | 2.5기 | 히로시마 현 | STU         | -             |
| 모로쿠즈 노아 | 諸葛望愛    | もろくず のあ   | 2009년 11월 1일(15세) | 2.5기 | 히로시마 현 | STU         | 최연소        |

### 3기생
| 이름            | 일본어 표기 | 요미가나        | 생년월일               | 기수 | 출신지      | 소속 사무소 | 비고     |
| --------------- | ----------- | --------------- | ---------------------- | ---- | ----------- | ----------- | -------- |
| 아라이 리아     | 新井梨杏    | あらい りあ     | 2008년 10월 5일(16세)  | 3기  | 히로시마 현 | STU         | 최연소   |
| 이데 카나우     | 井出叶      | いで かなう     | 2004년 11월 2일(20세)  | 3기  | 시즈오카 현 | STU         | -        |
| 카베시마 유이카 | 壁島結華    | かべじま ゆいか | 2003년 12월 23일(21세) | 3기  | 도쿄 도     | STU         | 최연장자 |
| 소가와 사키     | 曽川咲葵    | そがわ さき     | 2005년 8월 19일(19세)  | 3기  | 야마구치 현 | STU         | -        |

### 연구생
| 이름            | 일본어 표기 | 요미가나        | 생년월일               | 기수 | 출신지      | 소속 사무소 | 비고     |
| --------------- | ----------- | --------------- | ---------------------- | ---- | ----------- | ----------- | -------- |
| 이시하라 유우나 | 石原侑奈    | いしはら ゆうな | 2004년 8월 7일(20세)   | 3기  | 오카야마 현 | STU         | -        |
| 오쿠다 유이나   | 奥田唯菜    | おくだ ゆいな   | 2006년 7월 7일(19세)   | 3기  | 기후 현     | STU         | -        |
| 카지와라 미우   | 梶原未羽    | かじわら みう   | 2009년 8월 11일(15세)  | 3기  | 히로시마 현 | STU         | 최연소   |
| 키타자와 이치고 | 北澤苺      | きたざわ いちご | 2004년 12월 27일(20세) | 3기  | 야마나시 현 | STU         | -        |
| 하마다 히비키   | 濵田響      | はまだ ひびき   | 2003년 1월 23일(22세)  | 3기  | 나가사키 현 | STU         | -        |
| 모리스에 히메나 | 森末妃奈    | もりすえ ひめな | 2002년 6월 20일(23세)  | 3기  | 오카야마 현 | STU         | 최연장자 |

### 전 멤버

#### 정규 멤버
| 이름              | 일본어 표기 | 요미가나          | 생년월일               | 기수         | 출신지      | 졸업 시기        | 현재 소속 사무소         | 비고                                                                                                   | 총선거 최고 순위 |
| ----------------- | ----------- | ----------------- | ---------------------- | ------------ | ----------- | ---------------- | ------------------------ | --- | ---------------- |
| 쿠로이와 유이     | 黒岩唯      | くろいわ ゆい     | 2002년 8월 11일(22세)  | 1기          | 에히메현    | 2017년 11월 18일 | growin                   | 개인활동중                                                                                             | -                |
| 사시하라 리노     | 指原莉乃    | さしはら りの     | 1992년 11월 21일(32세) | -            | 오이타현    | 2017년 11월 25일 | 오오타 프로덕션          | 개인활동중 현재 =LOVE, ≠ME, ≒JOY의 프로듀서                                                            | 1위              |
| 오자키 마미       | 尾﨑舞美    | おざき まみ       | 2000년 12월 18일(24세) | 1기          | 에히메현    | 2018년 3월 25일  | -                        | 개인활동중                                                                                             | -                |
| 쵸 오리에         | 張織慧      | ちょう おりえ     | 2001년 10월 18일(23세) | 1기          | 오카야마 현 | 2018년 4월 15일  | 아로스 엔터테인먼트      | 중국 국적/개인활동중/본명:장즈후이/할아버지와 할머니가 중국국적이고 부모님모두가 난징출신의 중국인이다 | -                |
| 시오이 히나코     | 塩井日奈子  | しおい ひなこ     | 2000년 1월 7일(25세)   | 1기          | 고치현      | 2018년 7월 22일  | -                        | - | -                |
| 사노 하루카       | 佐野遥      | さの はるか       | 1995년 8월 16일(29세)  | 1기          | 오사카부    | 2019년 4월 13일  | -                        | - | -                |
| 스가하라 사키     | 菅原早記    | すがはら さき     | 2001년 11월 14일(23세) | 1기          | 오카야마 현 | 2019년 5월 6일   | 플래티넘 엔터테인먼트    | 개인활동중                                                                                             | -                |
| 이치오카 아유미   | 市岡愛弓    | いちおか あゆみ   | 2003년 8월 21일(21세)  | 1기          | 후쿠오카현  | 2019년 8월 11일  | 요요기 애니메이션 학원   | 개인활동중/현 ≒JOY 멤버/현예명 : 이치하라 아유미 (市原愛弓)                                            | -                |
| 카도타 모모나     | 門田桃奈    | かどた ももな     | 1999년 8월 26일(25세)  | 1기          | 에히메현    | 2019년 8월 11일  | -                        | - | -                |
| 토로부 유리       | 土路生優里  | とろぶ ゆり       | 1999년 3월 24일(26세)  | 1기          | 히로시마 현 | 2019년 10월 30일 | A-Team                   | 개인활동중                                                                                             | -                |
| 미시마 하루카     | 三島遥香    | みしま はるか     | 1998년 4월 14일(27세)  | 1기          | 토쿠시마 현 | 2019년 12월 8일  | un production            | 개인활동중                                                                                             | -                |
| 모리 카호         | 森香穂      | もり かほ         | 1997년 6월 1일(28세)   | 1기          | 미에현      | 2019년 12월 12일 | 01familia                | 개인활동중                                                                                             | -                |
| 후지와라 아즈사   | 藤原あずさ  | ふじわら あずさ   | 1998년 5월 10일(27세)  | 1기          | 오카야마 현 | 2020년 3월 10일  | -                        | - | -                |
| 이소가이 카논     | 磯貝花音    | いそがい かのん   | 2000년 6월 1일(25세)   | 1기          | 아이치 현   | 2020년 5월 10일  | -                        | - | -                |
| 신타니 노노카     | 新谷野々花  | しんたに ののか   | 2004년 5월 23일(21세)  | 1기          | 히로시마 현 | 2020년 7월 31일  | -                        | - | -                |
| 타나카 코코       | 田中皓子    | たなか こうこ     | 1996년 6월 16일(29세)  | 1기          | 사가현      | 2021년 3월 21일  | -                        | - | -                |
| 오오타니 마리나   | 大谷満理奈  | おおたに まりな   | 2004년 2월 14일(21세)  | 1기          | 야마구치 현 | 2021년 6월 5일   | -                        | - | -                |
| 야부시타 후       | 薮下楓      | やぶした ふう     | 2000년 10월 17일(24세) | 1기          | 오사카 부   | 2021년 8월 8일   | -                        | 언니는 야부시타 슈 (전 NMB48)                                                                          | -                |
| 이마이즈미 미리아 | 今泉美利愛  | いまいずみ みりあ | 2001년 10월 5일(23세)  | 2기          | 후쿠오카 현 | 2021년 10월 30일 | -                        | - | -                |
| 나카히로 야요이   | 中廣弥生    | なかひろ やよい   | 2002년 3월 29일(23세)  | 2기          | 히로시마 현 | 2021년 10월 30일 | -                        | - | -                |
| 미나미 유리나     | 南有梨菜    | みなみ ゆりな     | 2002년 12월 18일(22세) | 2기          | 오사카 부   | 2021년 10월 30일 | -                        | - | -                |
| 카도와키 미유나   | 門脇実優菜  | かどわき みゆな   | 2003년 3월 11일(22세)  | 1기          | 효고 현     | 2021년 11월 18일 | -                        | - | -                |
| 사카키 미유       | 榊美優      | さかき みゆ       | 2002년 4월 28일(23세)  | 1기          | 카가와 현   | 2021년 12월 28일 | Kiii                     | 현재는 CUCA(한글명:쿠카)라는 이름으로 유튜브에서 활동중인 유튜버                                       | -                |
| 타구치 레이카     | 田口玲佳    | たぐち れいか     | 2001년 6월 2일(24세)   | 2기          | 효고 현     | 2022년 2월 5일   | -                        | - | -                |
| 오카다 나나       | 岡田奈々    | おかだ なな       | 1997년 11월 7일(27세)  | -            | 가나가와현  | 2022년 3월 18일  | 에이벡스 아스나로 컴퍼니 | 개인활동중                                                                                             | 5위              |
| 야노 호노카       | 矢野帆夏    | やの ほのか       | 1999년 8월 6일(26세)   | 1기          | 히로시마 현 | 2022년 9월 23일  | -                        | - | -                |
| 타나카 미호       | 田中美帆    | たなか みほ       | 2002년 9월 3일(22세)   | 2기          | 후쿠오카 현 | 2023년 3월 26일  | 주식회사 GATE            | 개인활동중/현 my fav 멤버                                                                              | -                |
| 요시자키 린코     | 吉崎凜子    | よしざき りんこ   | 2002년 9월 8일(22세)   | 2기          | 오사카 부   | 2023년 4월 29일  | -                        | - | -                |
| 카와마타 안나     | 川又あん奈  | かわまた あんな   | 2002년 11월 4일(22세)  | 2기          | 카가와 현   | 2023년 11월 5일  | 주식회사 GATE            | 개인활동중/현 my fav 멤버                                                                              | -                |
| 타키노 유미코     | 瀧野由美子  | たきの ゆみこ     | 1997년 9월 24일(27세)  | 1기          | 야마구치 현 | 2023년 11월 30일 | -                        | - | 74위             |
| 이마무라 미츠키   | 今村美月    | いまむら みつき   | 2000년 2월 19일(25세)  | 1기          | 히로시마 현 | 2024년 3월 31일  | Lucolort                 | 개인활동중                                                                                             | -                |
| 이시다 미나미     | 石田みなみ  | いしだ みなみ     | 1998년 10월 11일(26세) | 1기          | 효고 현     | 2024년 4월 6일   | 딥 스킬                  | 개인활동중                                                                                             | -                |
| 릿센 모모카       | 立仙百佳    | りっせん ももか   | 2004년 11월 30일(20세) | 2기          | 고치 현     | 2024년 4월 7일   | -                        | 언니는 릿센 아이리 (전 AKB48 팀8 고치현 대표)                                                          | -                |
| 오키 유카         | 沖侑果      | おき ゆうか       | 1999년 12월 1일(25세)  | 드래프트 3기 | 오카야마 현 | 2024년 4월 20일  | 딥 스킬                  | 개인활동중                                                                                             | -                |
| 스즈키 아야카     | 鈴木彩夏    | すずき あやか     | 2000년 8월 24일(24세)  | 2기          | 히로시마 현 | 2024년 4월 29일  | -                        | - | -                |
| 이와타 히나       | 岩田陽菜    | いわた ひな       | 2003년 2월 21일(22세)  | 1기          | 야마구치 현 | 2024년 5월 1일   | -                        | - | -                |
| 카이 코코아       | 甲斐心愛    | かい ここあ       | 2003년 11월 28일(21세) | 1기          | 히로시마 현 | 2024년 5월 31일  | Orb Promotion            | KLP48에 이적                                                                                           | -                |
| 모리시타 마이하   | 森下舞羽    | もりした まいは   | 2004년 10월 4일(20세)  | 1기          | 야마구치 현 | 2024년 7월 31일  | -                        | - | -                |

#### 연구생
| 이름            | 일본어 표기 | 요미가나        | 생년월일              | 기수         | 출신지      | 졸업 시기       | 현재 소속 사무소      | 비고       | 총선거 최고 순위 |
| --------------- | ----------- | --------------- | --------------------- | ------------ | ----------- | --------------- | --------------------- | ---------- | ---------------- |
| 미조구치 아이코 | 溝口亜以子  | みぞぐち あいこ | 2001년 8월 20일(23세) | 드래프트 3기 | 오카야마 현 | 2019년 3월 10일 | -                     | -          | -                |
| 유라 아카리     | 由良朱合    | ゆら あかり     | 1999년 3월 12일(26세) | 드래프트 3기 | 히로시마 현 | 2019년 8월 11일 | 플래티넘 엔터테인먼트 | 개인활동중 | -                |
| 콘도 아리스     | 近藤ありす  | こんどう ありす | 2003년 2월 13일(22세) | 2기          | 도쿄도      | 2020년 4월 2일  | -                     | -          | -                |
| 타무라 나츠키   | 田村菜月    | たむら なつき   | 2002년 8월 4일(23세)  | 2기          | 오사카 부   | 2021년 7월 25일 | -                     | -          | -                |
| 시미즈 리사코   | 清水りさ子  | しみず りさこ   | 2005년 1월 15일(20세) | 3기          | 야마구치 현 | 2024년 2월 25일 | -                     | -          | -                |
| 하세가와 노아   | 長谷川乃彩  | はせがわ のあ   | 2004년 9월 19일(20세) | 3기          | 아이치 현   | 2024년 6월 14일 | -                     | -          | -                |
| 이와사키 카스미 | 岩﨑春望    | いわさき かすみ | 2006년 4월 7일(19세)  | 3기          | 히로시마 현 | 2024년 6월 30일 | -                     | -          | -                |
| 후지이 리에     | 藤井里詠    | ふじい りえ     | 2005년 11월 3일(19세) | 3기          | 사이타마 현 | 2024년 7월 20일 | -                     | -          | -                |

## 디스코그래피

### 싱글
| #                    | 발매                 | 타이틀                                               | 최고순위             |
| You, Be Cool! 레이블 | You, Be Cool! 레이블 | You, Be Cool! 레이블                                 | You, Be Cool! 레이블 |
| -------------------- | -------------------- | ---------------------------------------------------- | -------------------- |
| 1                    | 2018년 1월 31일      | 暗闇 어둠                                            | 1                    |
| 2                    | 2019년 2월 13일      | 風を待つ 바람을 기다리다                             | 1                    |
| 3                    | 2019년 7월 31일      | 大好きな人 정말 좋아하는 사람                        | 1                    |
| 4                    | 2020년 1월 29일      | 無謀な夢は覚めることがない 무모한 꿈은 깨어나지 못해 | 1                    |
| 5                    | 2020년 9월 2일       | 思い出せる恋をしよう 생각나는 사랑을 하자            | 1                    |
| 6                    | 2021년 2월 17일      | 独り言で語るくらいなら 혼잣말로 말할 정도라면        | 2                    |
| 7                    | 2021년 10월 20일     | ヘタレたちよ 헤타레들이여                            | 1                    |
| 8                    | 2022년 4월 13일      | 花は誰のもの? 꽃은 누구의 것?                        | 2                    |
| 9                    | 2023년 3월 15일      | 息をする心 숨쉬는 마음                               | 2                    |
| 10                   | 2023년 11월 15일     | 君は何を後悔するのか? 너는 무엇을 후회하는가?        | 2                    |
| 11                   | 2025년 1월 15일      | 地平線を見ているか? 지평선을 보고 있는가?            | 1                    |
| 12                   | 2025년 8월 27일      | 傷つくことが青春だ 상처입는 것이 청춘이야            | -                    |

#### 그 외의 참가 작품
| # | 발매             | 타이틀                                         | 비고                                             |
| - | ---------------- | ---------------------------------------------- | ------------------------------------------------ |
| 1 | 2017년 5월 31일  | 瀬戸内の声 세토우치의 소리                     | AKB48 48th 싱글 〈소원을 간직할 뿐〉 극장반 수록 |
| 2 | 2017년 11월 22일 | 思い出せてよかった 기억나서 다행이야           | AKB48 50th 싱글 〈11월의 앵클릿〉 Type-A 수록    |
| 3 | 2018년 3월 14일  | ペダルと車輪と来た道と 페달과 바퀴와 지나온 길 | AKB48 51th 싱글 〈자바자〉 Type-A~C 수록         |

### 앨범
| #                    | 발매                 | 타이틀                   | 최고순위             |
| You, Be Cool! 레이블 | You, Be Cool! 레이블 | You, Be Cool! 레이블     | You, Be Cool! 레이블 |
| -------------------- | -------------------- | ------------------------ | -------------------- |
| 1                    | 2024년 6월 12일      | 懐かしい明日 그리운 내일 | 2                    |

### 영상 작품

#### 콘서트
| 순서 | 타이틀                | 의미                 | 발매일          |
| ---- | --------------------- | -------------------- | --------------- |
| 1    | STU48 2nd Anniversary | STU48 2nd 애니버서리 | 2019년 11월 6일 |

## 같이 보기
일본 자매 그룹
- AKB48
- SKE48
- NMB48
- HKT48
- NGT48

일본 해외 자매 그룹
- JKT48
- BNK48
- MNL48
- AKB48 Team SH
- AKB48 Team TP
- SGO48
- CGM48
- DEL48
- MUB48
- KLP48